# Joseph Gastaldy

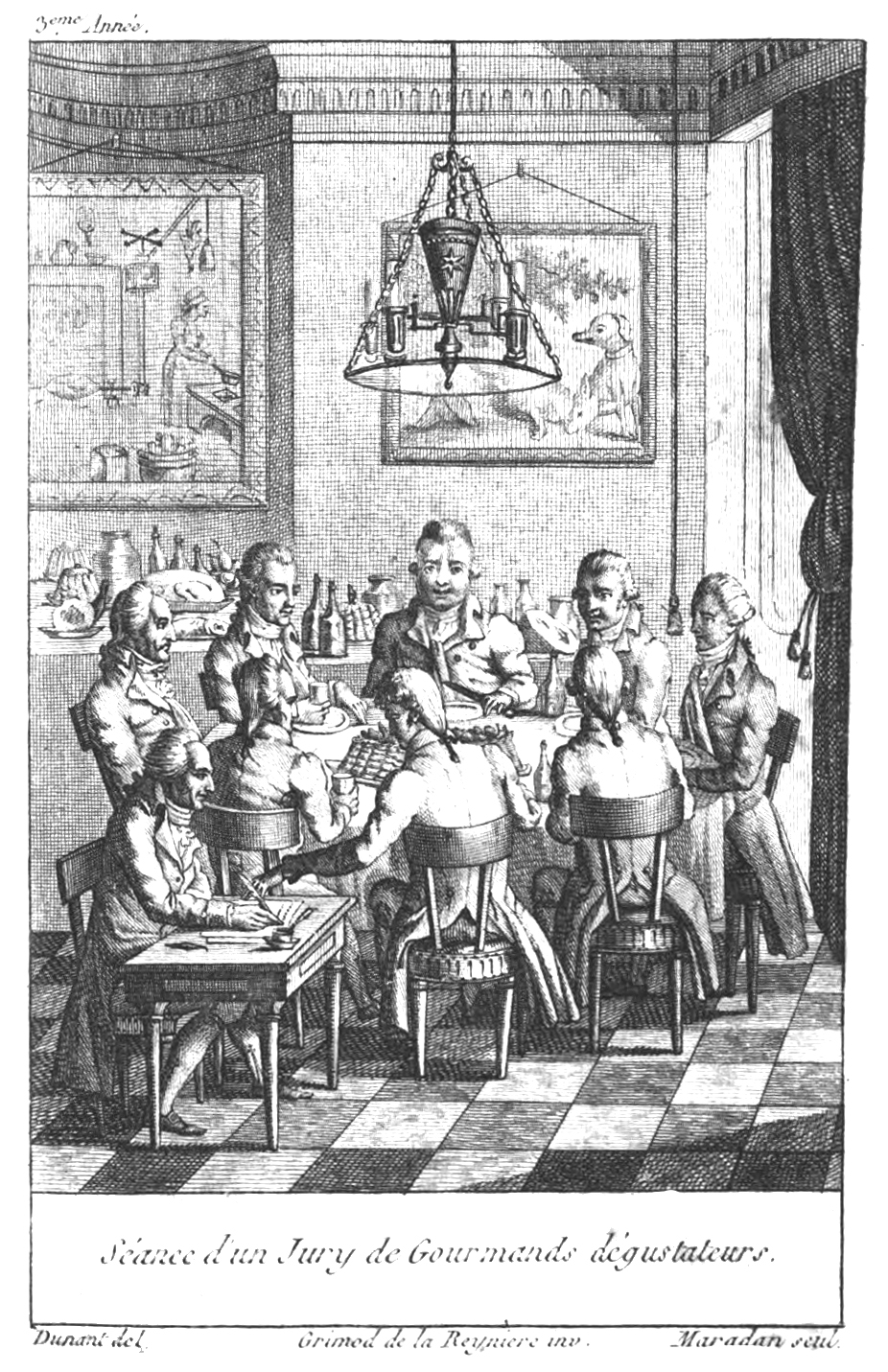
Sitzung der Feinschmecker-Jury. „Almanach des gourmands“. Paris 1805

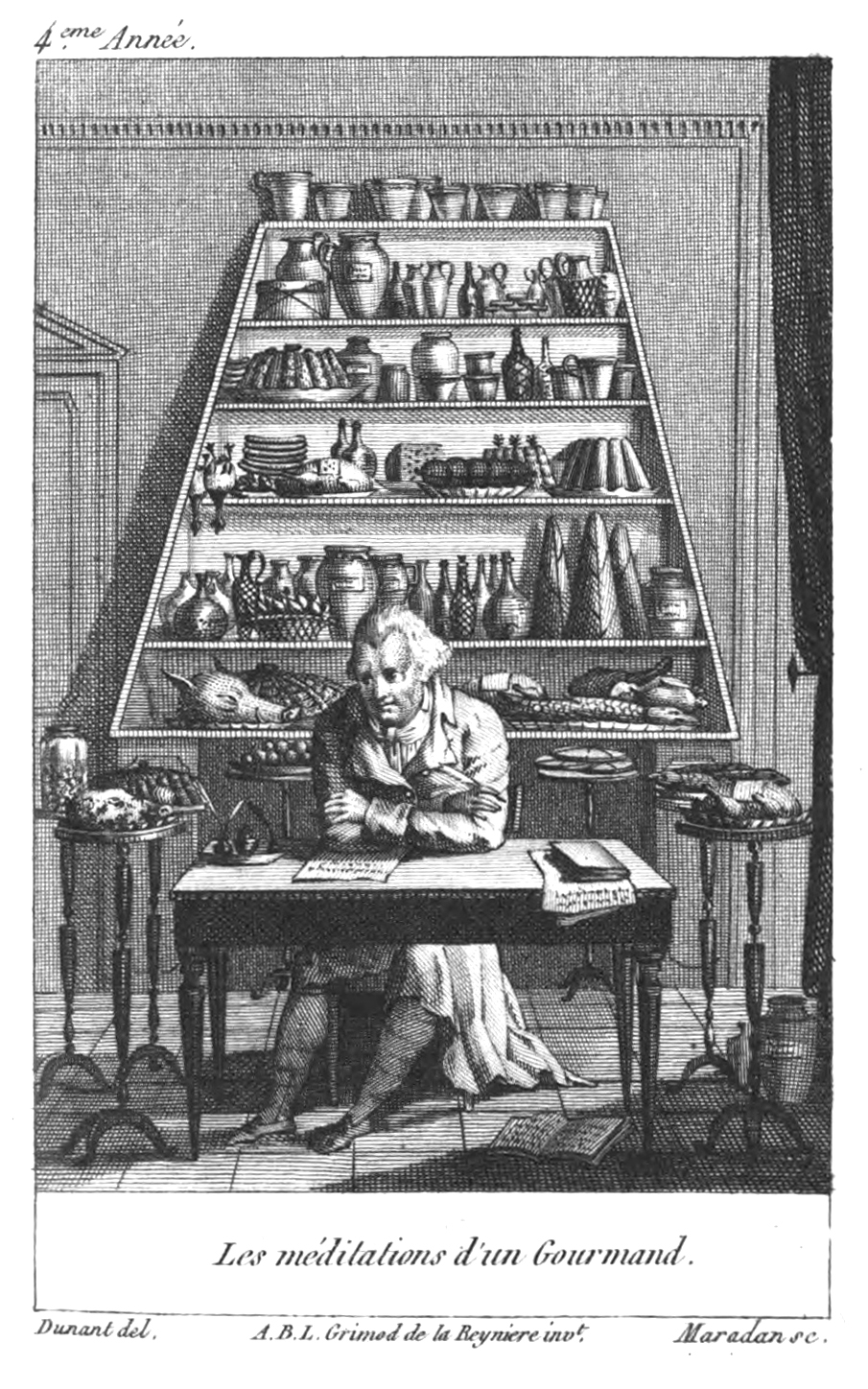
Meditation eines Feinschmeckers. „Almanach des gourmands“. Paris 1805

Joseph Gastaldy (* 9. April 1741 in Avignon; † 22. Dezember 1805 in Paris), auch Jean-Baptiste-Joseph Gastaldy genannt, war ein französischer Arzt und Präsident der Pariser Feinschmeckerjury.
Gastaldy war ein Enkel des Arztes Jean-Baptiste Gastaldy (1674–1747) aus Avignon. Sein Vater war Arzt des Vize-Legats und des Hospitals in Avignon. Joseph Gastaldy studierte Medizin in Montpellier, wo er in jungen Jahren promoviert wurde und in Paris, wo er sich mit Unterstützung durch Verdelhan (erster Arzt des Prince de Condé) in klinischer Medizin weiterbildete. Nach dem frühen Tod des Vaters wurde er 1767 als dessen Nachfolger Arzt am Hôpital Sainte-Marthe in Avignon. Er bewährte sich bei der Bekämpfung einer Epidemie in Villeneuve-lès-Avignon und wurde zum Arzt des dortigen Hospitals ernannt. Als Louis XV von 1768 bis 1774 das Comtat Venaissin militärisch besetzen ließ, und das zivile Hospital in ein Militärhospital umgewandelt wurde, blieb Gastaldy erster Arzt dieser Einrichtung.
1778 wurde er korrespondierendes Mitglied der Société Royale de Médecine. Der Duke of Cumberland, der Erholung im Mittelmeerklima gesucht hatte und von Gastaldy behandelt wurde, ernannte ihn zum konsultierenden Arzt und die Royal Society of Medicine zum korrespondierenden Mitglied. Zu Beginn der französischen Revolution musste er um sein Leben fürchten und flüchtete, zunächst nach Paris, dann nach London. Schließlich kehrte er nach Paris zurück.
Im Dezember 1797 wurde er zum Arzt in dem vor den Toren von Paris gelegenen Hospiz zu Charenton ernannt. Seit der Wiedereröffnung Ende 1797 wurde der Alltag dieser Klinik durch den Verwaltungsdirektor („régisseur général“) François Simonnet de Coulmier bestimmt. Gastaldys Nachfolger im Hospiz zu Charenton war Antoine-Athanase Royer-Collard.
Der Gastrokritiker Grimod de la Reynière schrieb 1806 über Gastaldys Wirken in Charenton:
| „Il étoit depuis plus de dix ans Médecin en chef de l’Hospice de Charenton, qui renferme tant d’aliénés, surtout depuis une Révolution, qui a fait perdre, tourner et couper tant de têtes ; et l’on peut dire qu’il a déployé dans cette place des talens inconnus jusqu’à lui, puisqu’il est parvenu à rendre la raison à un grand nombre de ces infortunés, regardés jusqu’à ce jour comme incurables. Son esprit observateur, et l’emploi de moyens moraux sagement combinés, ont plus servi le docteur Gastaldy dans ces cures admirables, que tous les secours de la pharmacie.“ | „Seit mehr als zehn Jahren war er Chefarzt im Hospice de Charenton, wo viele Verwirrte eingeschlossen sind, besonders seit der Revolution, die bewirkt hat, dass so viele Köpfe verlorengingen, verdreht und abgeschlagen wurden. Man kann sagen, dass er an diesem Ort viele bis dahin unbekannte Fähigkeiten entwickelt hat. Es gelang ihm, einer großen Zahl von Unglücklichen, die bisher als Unheilbar galten, die Vernunft zurückzugeben. Seine Beobachtungsgabe, weise verbunden mit der Anwendung von moralischen Mitteln, hat Doktor Gastaldy bei diesen meisterhaften Behandlungen mehr genutzt als alle Hilfsmittel der Pharmazie.“ |

Wesentlicher Bestandteil der „moralischen Mittel“, die in Charenton von de Coulmier und Gastaldy angewendet wurden, war der Einsatz des Theaters als Therapiemittel.
Gastaldy war Genießer und Feinschmecker und er hob sich dadurch von seinen ärztlichen Kollegen ab, die in der Regel „zwar starke Esser aber kaum Feinschmecker“ waren. Er war Präsident der Pariser Feinschmeckerjury („jury dégustateur“), deren Sitzungen er wöchentlich dienstags organisierte. Eigene Gichtanfälle bekämpfte er erfolgreich durch massiven Konsum von Kaffee. Im April 1805 erlitt er nachts einen Schlaganfall. Nachdem er sich davon erholt hatte, nahm er bald seine Degustiertätigkeit wieder auf. Die Teilnahme an einer Tafelrunde in der Stadtresidenz des Erzbischofs von Paris Kardinal Jean-Baptiste de Belloy am 20. Dezember 1805 wurde ihm zum Verhängnis. Er hatte sich drei Mal von einer Platte mit vorzüglichem Lachs bedient, erlitt einen erneuten Schlaganfall und starb am 22. Dezember 1805.

## Ärzte in Charenton 1797–1840
| Arzt / Chefarzt. Medizin                            | Assistenzarzt. Medizin | Arzt / Chefarzt. Chirurgie           | Assistenzarzt. Chirurgie |
| --------------------------------------------------- | ---------------------- | ------------------------------------ | ------------------------ |
| 1797–1805 Joseph Gastaldy                           |                        | 1797–1818 F. Deguise sen.            |                          |
| 1805/06–1813 Antoine-Athanase Royer-Collard         |                        |                                      |                          |
| 1813–1825 Antoine-Athanase Royer-Collard (Chefarzt) | 1813–1841 Bleynie      | 1819–1832 F. Deguise sen. (Chefarzt) | 1819–1843 Ramon          |
| 1825/26–1840 Jean Étienne Esquirol                  |                        | 1833–1843 J. F. Deguise jr. († 1871) |                          |